# Warren Christie
Hans Warren Christie (ur. 4 listopada 1975 w Belfaście) – kanadyjski aktor filmowy i telewizyjny.

## Życiorys
Urodził się w Irlandii Północnej. Jest absolwentem University of Windsor. Od 2007 jego żoną jest aktorką Sonya Salomaa.

## Filmografia

### Filmy
- 2008: Najpiękniejsza Gwiazdka jako Morgan Derby
- 2008: Wieczór kawalerski 2: Ostatnie kuszenie jako Todd
- 2009: Malibu - atak rekinów jako Chavez
- 2010: Apollo 18 jako Ben Anderson
- 2012: A więc wojna jako Steve

### Seriale
- Powrót na October Road jako Ray Cataldo
- Bez litości jako Radner
- Alphas jako Cameron Hicks
- Chicago Fire jako strażak Scott Rice
- Motyw jako sierżant Mark Cross
- Zoo jako Ray Endicott
- Świadek jako Ryan Kane

Ponadto epizodycznie występował w takich serialach jak: Arrow (serial telewizyjny), Battlestar Galactica, Nie z tego świata, Słowo na L.